# Terra de Areia
Terra de Areia là một đô thị thuộc bang Rio Grande do Sul, Brasil. Đô thị này có diện tích 135 km², dân số năm 2007 là 9793 người, mật độ 72,54 người/km².